# Salpingogaster abdominalis
Salpingogaster abdominalis är en tvåvingeart som först beskrevs av Sack 1920.  Salpingogaster abdominalis ingår i släktet Salpingogaster och familjen blomflugor.
Artens utbredningsområde är Bolivia. Inga underarter finns listade i Catalogue of Life.